# Ремизов, Вячеслав Александрович
Вячеслав Александрович Ремизов (род. 1936) — мастер спорта СССР по фехтованию на шпагах (1958), заслуженный тренер РСФСР, главный тренер сборной СПб по фехтованию (с 2004), судья национальной категории, первый вице-президент Федерации фехтования Санкт-Петербурга, член президиума Федерации фехтования России.

## Биография
Родился в Ленинграде.
В 1954 году окончил Военно-механический техникум, в 1963 году — Государственный институт физической культуры им. П. Ф. Лесгафта. Тренировался у Ю.Романова, С. Г. Новожилова, М. М. Моисеенко, Ю. К. Мордовина и заслуженного тренера СССР В. И. Фёдорова.
С 1960 года — тренер Дворца пионеров им. А. А. Жданова (ныне Санкт-Петербургский городской дворец творчества юных). Тренер юношеской сборной Ленинграда (1973—1981), сборной СССР (1973—1980).

## Ученики
- Мастер спорта СССР международного класса Б. С. Лукомский, бронзовый призёр Олимпийских игр 1980 года, двукратный чемпион мира (1979, 1981).
- Мастер спорта СССР международного класса А.Сайгин, призёр чемпионата СССР.

и 35 мастеров спорта, среди которых:
- Мастер спорта СССР К. О. Кандат.
- Мастер спорта СССР Л. Г. Колотило.